# NGC 5313
NGC 5313 é uma galáxia espiral (Sb) localizada na direcção da constelação de Canes Venatici. Possui uma declinação de +39° 59' 07" e uma ascensão recta de 13 horas, 49 minutos e 44,3 segundos.
A galáxia NGC 5313 foi descoberta em 14 de Janeiro de 1788 por William Herschel.